# Kîiiveț, Mîkolaiiv
Kîiiveț (în ucraineană Київець) este o comună în raionul Mîkolaiiv, regiunea Liov, Ucraina, formată numai din satul de reședință.

## Demografie
Componența lingvistică a comunei Kîiiveț
     Ucraineană (99,18%)
     Alte limbi (0,65%)
Conform recensământului din 2001, majoritatea populației comunei Kîiiveț era vorbitoare de ucraineană (99,18%), existând în minoritate și vorbitori de alte limbi.